# 2014年アジア競技大会
2014年アジア競技大会（2014ねんアジアきょうぎたいかい、The 17th Asian Games XVII Asiad）は、2014年に開催された第17回アジア競技大会である。2014年9月19日から10月4日までの日程で大韓民国（韓国）仁川広域市で開催された。

## 実施競技
実施競技に関しては2011年に東京で行われたOCA総会で決定され、オリンピック競技28競技（ゴルフ・ラグビー含む）、独自競技8の合計36競技で行われる。
- 五輪競技：水泳、アーチェリー、陸上競技、バドミントン、バスケットボール、ボクシング、カヌー、自転車競技、馬術、フェンシング、サッカー、ゴルフ、体操、ハンドボール、ホッケー、柔道、近代五種、ボート、ラグビー、セーリング、射撃、卓球、テコンドー、テニス[4]、トライアスロン、バレーボール、重量挙げ、レスリング
- 非五輪競技：野球ソフトボール、ボウリング、クリケット、カバディ、空手、セパタクロー、スカッシュ、武術太極拳

## 競技ハイライト

### 世界新記録
重量挙げで世界新記録が多数生まれた。
- 男子56kg級 - オム・ユンチョル（北朝鮮） ジャーク170kg[5]
- 男子62kg級 - キム・ウングク（北朝鮮） スナッチ154kg、トータル332kg[6]
- 女子53kg級 - 許淑浄（台湾） トータル233kg[7]
- 女子75kg級 - キム・ウンジュ（北朝鮮） ジャーク164kg[8]
- 女子75kg超級 - 周璐璐（中国） トータル333kg[9]

### 大会MVP
大会組織委員会は大会最優秀選手候補に次の8名の金メダリストを選出した。この中からメディアの投票により萩野公介（日本）がMVPに選出された。日本人選手のMVP受賞は2002年釜山アジア大会の北島康介以来。
- 南賢喜（韓国） - フェンシング女子フルーレ団体金メダル
- 金宰範（韓国） - 柔道男子2冠（81kg級、団体）
- 萩野公介（日本） - 競泳男子4冠（200m自由形、200m個人メドレー、400m個人メドレー、4x200m自由形リレー）
- 姚金男（中国） - 体操女子4冠（団体総合、個人総合、段違い平行棒、ゆか）
- ピチャン・スリヤン（タイ） - セパタクロー男子団体金メダル
- 曹逸飛（中国） - 射撃男子3冠（10mエアライフル団体、50mライフル個人、50mライフル団体）
- 金恩国（北朝鮮） - 重量挙げ男子62kg級金メダル
- ニコル・デービッド（マレーシア） - スカッシュ女子2冠（シングルス、チーム）

## 競技施設・会場
仁川では39会場のうち21会場を新設した。2014年5月、仁川広域市・西区連喜洞に仁川アシアド主競技場が完成。この、予算4億USドルのスタジアムは設計事務所POPULOUSが設計を担当。70,000人収容予定で、大会終了後は30,000席減らして活用する。文鶴競技場など既存の施設も活用し、南区崇義洞には新たに仁川サッカー競技場が作られた。また近隣の京畿道、ソウル特別市で競技を分散開催する予定。アジア競技大会のためのインフラ整備が重荷となり、仁川の負債は5年で倍増した。大会開催のために仁川市が投じた資金は、2兆5000億ウォン（約2600億円）となっている。
- 仁川アシアド主競技場（陸上）
- 文鶴朴泰桓水泳場（水泳）
- ドリームパークプール（水球・近代五種）
- 桂陽アジアドアーチェリー場（アーチェリー）
- マラソン・競歩コース（陸上）
- 桂陽体育館（バドミントン・空手）
- 文鶴野球場（野球）
- 木洞野球場（野球）
- 松島LNG野球場（ソフトボール）
- 三山ワールド体育館（バスケットボール）
- 華城総合競技タウン室内体育館（バスケットボール）
- 安養虎渓体育館（ボウリング）
- ソナク体育館（ボウリング）
- 河南渼沙里カヌー競技場（カヌー）
- ヨニクリケット競技場（クリケット）
- 仁川国際ベロドローム（自転車（トラック））
- 松島サイクルロードコース（自転車（ロードレース））
- ヨチョン白雲山MTBコース（自転車（マウンテンバイク））
- カンファアジアドBMX競技場（自転車（BMX））
- ドリームパーク乗馬場（乗馬・近代五種）
- 高陽体育館（フェンシング）
- 仁川文鶴競技場（サッカー）
- 仁川サッカー競技場（サッカー）
- 南洞ラグビーフィールド（ラグビー・サッカー）
- 安山ワースタジアム（サッカー）
- 高陽総合運動場（サッカー）
- 華城総合運動場（サッカー）
- ドリームパークカントリークラブ（ゴルフ）
- 南洞体育館（体操）
- 仙鶴ハンドボール競技場（ハンドボール）
- 水原体育館（ハンドボール・卓球）
- 仙鶴ホッケー競技場（ホッケー）
- 桃園体育館（柔道・レスリング）
- ドリームパーク複合コース（近代五種）
- 忠州彈琴湖国際漕艇競技場（ボート）
- 王山ヨット競技場（ヨット）
- 富川体育館（セパタクロー）
- 玉蓮国際射撃場（射撃）
- 京畿道総合射撃場（射撃）
- ヨルムルスカッシュ競技場（スカッシュ）
- 江華支石墓体育館（テコンドー・武術太極拳）
- ヨルムルテニス競技場（テニス）
- 松島セントラルパークトライアスロン場（トライアスロン）
- 松林体育館（バレーボール）
- 安山常緑樹体育館（バレーボール）
- 松島グローバル大学ビーチバレー場（ビーチバレー）
- ドリームパーク近代五種フェンシング競技場（近代五種）
- 月光祭公園重量挙げ競技場（重量挙げ）
- 松島グローバル大学体育館（カバディ）

## 日程
大会の競技は、2014年9月14日から10月4日にかけて、次の日程で実施された。
| OC | 開会式 | ● | 競技予選 | 1 | 競技決勝 | CC | 閉会式 |

| 9月/10月         | 14 日 | 15 月 | 16 火 | 17 水 | 18 木 | 19 金 | 20 土 | 21 日 | 22 月 | 23 火 | 24 水 | 25 木 | 26 金 | 27 土 | 28 日 | 29 月 | 30 火 | 1 水 | 2 木 | 3 金 | 4 土 | 合計 |
| ---------------- | ----- | ----- | ----- | ----- | ----- | ----- | ----- | ----- | ----- | ----- | ----- | ----- | ----- | ----- | ----- | ----- | ----- | ---- | ---- | ---- | ---- | ---- |
| 飛び込み         |       |       |       |       |       |       |       |       |       |       |       |       |       |       |       | 2     | 2     | 2    | 2    | 2    |      | 10   |
| 競泳             |       |       |       |       |       |       |       | 6     | 6     | 7     | 7     | 6     | 6     |       |       |       |       |      |      |      |      | 38   |
| シンクロ         |       |       |       |       |       |       | 1     | ●     | 1     | 1     |       |       |       |       |       |       |       |      |      |      |      | 3    |
| 水球             |       |       |       |       |       |       | ●     | ●     | ●     | 1     | ●     | ●     | ●     | ●     | ●     | ●     | ●     | 1    |      |      |      | 2    |
| アーチェリー     |       |       |       |       |       |       |       |       |       | ●     | ●     | ●     | ●     | 4     | 4     |       |       |      |      |      |      | 8    |
| 陸上             |       |       |       |       |       |       |       |       |       |       |       |       |       | 5     | 8     | 7     | 4     | 11   | 11   | 1    |      | 47   |
| バドミントン     |       |       |       |       |       |       | ●     | ●     | 1     | 1     | ●     | ●     | ●     | 1     | 2     | 2     |       |      |      |      |      | 7    |
| 野球             |       |       |       |       |       |       |       | ●     | ●     | ●     | ●     | ●     |       | ●     | 1     |       |       |      |      |      |      | 1    |
| ソフトボール     |       |       |       |       |       |       |       |       |       |       |       |       |       | ●     | ●     | ●     |       | ●    | 1    |      |      | 1    |
| バスケットボール |       |       |       |       |       |       | ●     | ●     | ●     | ●     | ●     | ●     | ●     | ●     | ●     | ●     |       | ●    | 1    | 1    |      | 2    |
| ボーリング       |       |       |       |       |       |       |       |       |       | 1     | 1     | 1     | 1     | ●     | 2     | ●     | 4     | ●    | 2    |      |      | 12   |
| ボクシング       |       |       |       |       |       |       |       |       |       | ●     | ●     | ●     | ●     | ●     | ●     | ●     | ●     | 3    | ●    | 10   |      | 13   |
| カヌースラローム |       |       |       |       |       |       |       |       |       |       |       |       |       |       |       |       |       | ●    | 4    |      |      | 4    |
| カヌースプリント |       |       |       |       |       |       |       |       |       |       |       |       |       | ●     | ●     | 12    |       |      |      |      |      | 12   |
| クリケット       |       |       |       |       |       |       | ●     | ●     | ●     | ●     | ●     | ●     | 1     | ●     | ●     | ●     | ●     | ●    | ●    | 1    |      | 2    |
| BMX              |       |       |       |       |       |       |       |       |       |       |       |       |       |       |       |       |       | 2    |      |      |      | 2    |
| マウンテンバイク |       |       |       |       |       |       |       |       |       |       |       |       |       |       |       |       | 2     |      |      |      |      | 2    |
| 自転車 ロード    |       |       |       |       |       |       |       |       |       |       |       |       |       | 2     | 1     | 1     |       |      |      |      |      | 4    |
| 自転車 トラック  |       |       |       |       |       |       | 2     | 2     | 1     | 1     | 1     | 3     |       |       |       |       |       |      |      |      |      | 10   |
| 馬術             |       |       |       |       |       |       | 1     | ●     |       | 1     | ●     | ●     | 2     |       | 1     |       | 1     |      |      |      |      | 6    |
| フェンシング     |       |       |       |       |       |       | 2     | 2     | 2     | 2     | 2     | 2     |       |       |       |       |       |      |      |      |      | 12   |
| サッカー         | ●     | ●     | ●     | ●     | ●     |       | ●     | ●     | ●     | ●     | ●     | ●     | ●     | ●     | ●     |       | ●     | 1    | 1    |      |      | 2    |
| ゴルフ           |       |       |       |       |       |       |       |       |       |       |       | ●     | ●     | ●     | 4     |       |       |      |      |      |      | 4    |
| 体操             |       |       |       |       |       |       |       | 1     | 1     | 2     | 5     | 5     |       |       |       |       |       |      |      |      |      | 14   |
| 新体操           |       |       |       |       |       |       |       |       |       |       |       |       |       |       |       |       |       | 1    | 1    |      |      | 2    |
| トランポリン     |       |       |       |       |       |       |       |       |       |       |       |       | 2     |       |       |       |       |      |      |      |      | 2    |
| ハンドボール     |       |       |       |       |       |       | ●     | ●     | ●     |       | ●     | ●     | ●     |       | ●     | ●     | ●     | 1    | 1    |      |      | 2    |
| ホッケー         |       |       |       |       |       |       | ●     | ●     | ●     | ●     | ●     | ●     | ●     | ●     |       | ●     | ●     | 1    | 1    |      |      | 2    |
| 柔道             |       |       |       |       |       |       | 4     | 5     | 5     | 2     |       |       |       |       |       |       |       |      |      |      |      | 16   |
| カバディ         |       |       |       |       |       |       |       |       |       |       |       |       |       |       | ●     | ●     | ●     | ●    | ●    | 2    |      | 2    |
| 空手             |       |       |       |       |       |       |       |       |       |       |       |       |       |       |       |       |       |      | 5    | 5    | 3    | 13   |
| 近代五種         |       |       |       |       |       |       |       |       |       |       |       |       |       |       |       |       |       |      | 2    | 2    |      | 4    |
| ボート           |       |       |       |       |       |       | ●     | ●     | ●     | ●     | 7     | 7     |       |       |       |       |       |      |      |      |      | 14   |
| 7人制ラグビー    |       |       |       |       |       |       |       |       |       |       |       |       |       |       |       |       | ●     | ●    | 2    |      |      | 2    |
| セーリング       |       |       |       |       |       |       |       |       |       |       | ●     | ●     | ●     | ●     | ●     | ●     | ●     | 14   |      |      |      | 14   |
| セパタクロー     |       |       |       |       |       |       | ●     | ●     | 2     | ●     | ●     | ●     | ●     | ●     | 2     | ●     | ●     | ●    | ●    | 2    |      | 6    |
| 射撃             |       |       |       |       |       |       | 4     | 4     | 4     | 4     | 4     | 10    | 6     | 6     |       | ●     | 2     |      |      |      |      | 44   |
| スカッシュ       |       |       |       |       |       |       | ●     | ●     | ●     | 2     | ●     | ●     | ●     | 2     |       |       |       |      |      |      |      | 4    |
| 卓球             |       |       |       |       |       |       |       |       |       |       |       |       |       | ●     | ●     | ●     | 2     | ●    | ●    | 3    | 2    | 7    |
| テコンドー       |       |       |       |       |       |       |       |       |       |       |       |       |       |       |       |       | 4     | 4    | 4    | 4    |      | 16   |
| テニス           |       |       |       |       |       |       | ●     | ●     | ●     | ●     | 2     | ●     | ●     | ●     | ●     | 3     | 2     |      |      |      |      | 7    |
| ソフトテニス     |       |       |       |       |       |       |       |       |       |       |       |       |       |       |       | ●     | 2     | 1    | 2    | ●    | 2    | 7    |
| トライアスロン   |       |       |       |       |       |       |       |       |       |       |       | 2     | 1     |       |       |       |       |      |      |      |      | 3    |
| ビーチバレー     |       |       |       |       |       |       | ●     | ●     | ●     | ●     | ●     | ●     | ●     | ●     | 1     | 1     |       |      |      |      |      | 2    |
| バレーボール     |       |       |       |       |       |       | ●     | ●     | ●     | ●     | ●     | ●     | ●     | ●     | ●     | ●     | ●     | ●    | 1    | 1    |      | 2    |
| 重量挙げ         |       |       |       |       |       |       | 2     | 2     | 2     | 2     | 2     | 2     | 3     |       |       |       |       |      |      |      |      | 15   |
| レスリング       |       |       |       |       |       |       |       |       |       |       |       |       |       | 4     | 4     | 4     | 4     | 4    |      |      |      | 20   |
| 武術太極拳       |       |       |       |       |       |       | 2     | 2     | 2     | 2     | 7     |       |       |       |       |       |       |      |      |      |      | 15   |
| セレモニー       |       |       |       |       |       | OC    |       |       |       |       |       |       |       |       |       |       |       |      |      |      | CC   |      |
| 金メダル数       |       |       |       |       |       |       | 18    | 24    | 27    | 29    | 38    | 38    | 22    | 24    | 30    | 32    | 29    | 46   | 41   | 34   | 7    | 439  |
| 累計             |       |       |       |       |       |       | 18    | 42    | 69    | 98    | 136   | 174   | 196   | 220   | 250   | 282   | 311   | 357  | 398  | 432  | 439  |      |
| 9月/10月         | 14 日 | 15 月 | 16 火 | 17 水 | 18 木 | 19 金 | 20 土 | 21 日 | 22 月 | 23 火 | 24 水 | 25 木 | 26 金 | 27 土 | 28 日 | 29 月 | 30 火 | 1 水 | 2 木 | 3 金 | 4 土 | 合計 |

## 参加国・地域
- アフガニスタン (AFG)[16]
- バーレーン (BRN)[17]
- バングラデシュ (BAN)[18]
- ブータン (BHU)[19]
- ブルネイ (BRU)[20]
- カンボジア (CAM)[21]
- 中国 (CHN)[22]
- チャイニーズタイペイ (TPE)[23]
- 香港 (HKG)[24]
- インド (IND)[25]
- インドネシア (INA)[26]
- イラン (IRI)[27]
- イラク (IRQ)[28]
- 日本 (JPN)[29]
- ヨルダン (JOR)[30]
- カザフスタン (KAZ)[31]
- クウェート (KUW)[32]
- キルギス (KGZ)[33]
- ラオス (LAO)[34]
- レバノン (LBN)[35]
- マカオ (MAC)[36]
- マレーシア (MAS)[37]
- モルディブ (MDV)[38]
- モンゴル (MGL)[39]
- ミャンマー (MYA)[40]
- ネパール (NEP)[41]
- 北朝鮮 (PRK)[42]
- オマーン (OMA)[43]
- パキスタン (PAK)[44]
- パレスチナ (PLE)[45]
- フィリピン (PHI)[46]
- カタール (QAT)[47]
- サウジアラビア (KSA)[48]
- シンガポール (SGP)[49]
- 韓国 (KOR)[50](開催国)
- スリランカ (SRI)[51]
- シリア (SYR)[52]
- タジキスタン (TJK)[53]
- タイ (THA)[54]
- 東ティモール (TLS)[55]
- トルクメニスタン (TKM)[56]
- アラブ首長国連邦 (UAE)[57]
- ウズベキスタン (UZB)[58]
- ベトナム (VIE)[59]
- イエメン (YEM)[60]

### 参加国・地域人数
| IOC | 参加国・地域         | 人数 |
| --- | -------------------- | ---- |
| CHN | 中華人民共和国       | 894  |
| KOR | 韓国                 | 833  |
| JPN | 日本                 | 718  |
| THA | タイ                 | 518  |
| IND | インド               | 515  |
| HKG | 香港                 | 476  |
| TPE | チャイニーズタイペイ | 420  |
| KAZ | カザフスタン         | 415  |
| UZB | ウズベキスタン       | 291  |
| IRI | イラン               | 282  |
| MAS | マレーシア           | 277  |
| KUW | クウェート           | 258  |
| QAT | カタール             | 251  |
| MGL | モンゴル             | 234  |
| SGP | シンガポール         | 230  |
| NEP | ネパール             | 203  |
| KSA | サウジアラビア       | 202  |
| VIE | ベトナム             | 196  |
| PAK | パキスタン           | 188  |
| INA | インドネシア         | 186  |
| PRK | 北朝鮮               | 150  |
| PHI | フィリピン           | 150  |
| MDV | モルディブ           | 142  |
| BAN | バングラデシュ       | 136  |
| MAC | マカオ               | 135  |
| KGZ | キルギス             | 117  |
| LAO | ラオス               | 102  |
| JOR | ヨルダン             | 97   |
| OMA | オマーン             | 93   |
| TJK | タジキスタン         | 92   |
| UAE | アラブ首長国連邦     | 85   |
| SRI | スリランカ           | 80   |
| TKM | トルクメニスタン     | 80   |
| AFG | アフガニスタン       | 69   |
| BRN | バーレーン           | 69   |
| MYA | ミャンマー           | 64   |
| IRQ | イラク               | 63   |
| PLE | パレスチナ           | 56   |
| LBN | レバノン             | 41   |
| YEM | イエメン             | 34   |
| TLS | 東ティモール         | 33   |
| SYR | シリア               | 30   |
| CAM | カンボジア           | 20   |
| BHU | ブータン             | 16   |
| BRU | ブルネイ             | 11   |

## 国別受賞メダル数
大会公式サイトより。
| 順   | 国・地域                   | 金  | 銀  | 銅  | 計   |
| ---- | -------------------------- | --- | --- | --- | ---- |
| 1    | 中国 (CHN)                 | 151 | 108 | 83  | 342  |
| 2    | 韓国 (KOR)                 | 79  | 71  | 84  | 234  |
| 3    | 日本 (JPN)                 | 47  | 76  | 77  | 200  |
| 4    | カザフスタン (KAZ)         | 28  | 23  | 33  | 84   |
| 5    | イラン (IRI)               | 21  | 18  | 18  | 57   |
| 6    | タイ (THA)                 | 12  | 7   | 28  | 47   |
| 7    | 北朝鮮 (PRK)               | 11  | 11  | 14  | 36   |
| 8    | インド (IND)               | 11  | 10  | 36  | 57   |
| 9    | チャイニーズタイペイ (TPE) | 10  | 18  | 23  | 51   |
| 10   | カタール (QAT)             | 10  | 0   | 4   | 14   |
| 11   | ウズベキスタン (UZB)       | 9   | 14  | 21  | 44   |
| 12   | バーレーン (BRN)           | 9   | 6   | 4   | 19   |
| 13   | 香港 (HKG)                 | 6   | 12  | 24  | 42   |
| 14   | マレーシア (MAS)           | 5   | 14  | 14  | 33   |
| 15   | シンガポール (SIN)         | 5   | 6   | 13  | 24   |
| 16   | モンゴル (MGL)             | 5   | 4   | 12  | 21   |
| 17   | インドネシア (INA)         | 4   | 5   | 11  | 20   |
| 18   | クウェート (KUW)           | 3   | 5   | 4   | 12   |
| 19   | サウジアラビア (KSA)       | 3   | 3   | 1   | 7    |
| 20   | ミャンマー (MYA)           | 2   | 1   | 1   | 4    |
| 21   | ベトナム (VIE)             | 1   | 10  | 25  | 36   |
| 22   | フィリピン (PHI)           | 1   | 3   | 11  | 15   |
| 23   | パキスタン (PAK)           | 1   | 1   | 3   | 5    |
| 23   | タジキスタン (TJK)         | 1   | 1   | 3   | 5    |
| 25   | イラク (IRQ)               | 1   | 0   | 3   | 4    |
| 25   | アラブ首長国連邦 (UAE)     | 1   | 0   | 3   | 4    |
| 27   | スリランカ (SRI)           | 1   | 0   | 1   | 2    |
| 28   | カンボジア (CAM)           | 1   | 0   | 0   | 1    |
| 29   | マカオ (MAC)               | 0   | 3   | 4   | 7    |
| 30   | キルギス (KGZ)             | 0   | 2   | 4   | 6    |
| 31   | ヨルダン (JOR)             | 0   | 2   | 2   | 4    |
| 32   | トルクメニスタン (TKM)     | 0   | 1   | 5   | 6    |
| 33   | バングラデシュ (BAN)       | 0   | 1   | 2   | 3    |
| 33   | ラオス (LAO)               | 0   | 1   | 2   | 3    |
| 35   | アフガニスタン (AFG)       | 0   | 1   | 1   | 2    |
| 35   | レバノン (LIB)             | 0   | 1   | 1   | 2    |
| 37   | ネパール (NEP)             | 0   | 0   | 1   | 1    |
| 総計 | 総計                       | 439 | 439 | 576 | 1454 |

## 大会マスコット
仁川アジア大会のマスコットは、北朝鮮に近い黄海上の白翎島（ペンニョンド）の頭武津（ドゥムジン、奇岩群）に住むゴマフアザラシの「ピチュオン」、「パラメ」、「チュムロ」（すべて仮名）の3匹。韓国語でそれぞれ大会テーマの「光、風、舞」にちなんでいる。

## スローガン
2010年9月に「Diversity Shines Here（多様性がここで輝く）」で決定した。アジアではそれぞれの歴史・文化・伝統・宗教の多様性を認めた上で、アジア全体で真の統一感・潜在力を築くことを目標としている。

## 大会招致まで
2007年4月にクウェートで行われたアジアオリンピック評議会総会で、下記の2都市のうちから開催地が仁川に決まった。
- 仁川（韓国）
- ニューデリー（インド）：2010年コモンウェルスゲームズ（イギリス連邦競技大会）開催予定（総会時点）、過去2度アジア競技大会開催。

## 低予算での大会実施
仁川アジア大会はこれまでにない「質素な」イベントとなっている。仁川の大会組織委員会は、五輪のようなけばけばしい大会ではなく他国がお手本にできるような、低予算で斬新な大会作りを目指していると語っている。わずか20億ドル（約2130億円）という低予算で計画された仁川大会は、2010年に広州で開催された前回大会の約10分の1の費用と算出されており、北京五輪の400億ドル（約4兆2500万円）、ソチ冬季五輪の500億ドル（約5兆3000万円）とは比べものにならない。金栄秀（キム・ヨンス）組織委員長は、「これまでよりも経済的で効率的なアジア競技大会になるだろう。仁川でのアジア競技大会が、今後の開催国のロールモデルになればいいと思う」とし、「質素な準備ができたことを誇りに思う」と話した。仁川のように予算を削った開催国は少ない。仁川の大会組織委は、質素なアジア大会が成功に転じると証明されることを期待しており、「アジア大会は、非常に効率的かつ経済的に行わなければならない。われわれは、アジア大会の開催を模索しているほかの国に対して、このメッセージを伝えたい」としている。一方で大会を開催する仁川市長は、総額20億ドル（約2130億円）が費やされた今大会で市が赤字を抱えることを懸念しているという。

## 大会協賛社
- オフィシャルスポンサー
  - サムスン電子
  - 361°
  - 大韓航空（オフィシャルエアライン）
  - 新韓銀行
  - 現代/起亜自動車（オフィシャルカー）
  - SKテレコム
- オフィシャルサプライヤー
  - ポカリスエット（大塚製薬）
  - ティソ（オフィシャルタイムキーパー）

## テレビ放送
- 本大会の国際映像はKBS・MBC・SBSなどによる仁川アジア大会放送機構によって組織され、アジア45カ国に配信される。
- 日本国内ではTBSとNHKの共同制作にて放送。TBS系列局での生中継を中心に、NHK（BS1・総合[64]）、BS-TBS[65] にて放送される。

## 事件・トラブル・運営への批判
運営方針への批判、選手への待遇面への批判、競技の公平性に対する疑問などが報道された。

### 招致活動における「大統領映像」の盗用
SBSは、大会期間中の2014年10月1日の報道で「仁川アジア大会はスタート時点から失敗していた」と伝えた。仁川の安相洙前市長の『自伝』によると、2007年4月17日にクウェートで行われたアジア大会招致の最終プレゼンテーションで、平昌オリンピックに向けた盧武鉉大統領（当時＝以下同）の映像を盗用し、無断で加工し、放映していた。
プレゼンでは、最後に招致を支持する大統領や首相のメッセージを流すのが慣例だったが当時、盧大統領は仁川アジア大会の招致には反対の姿勢をとっており、平昌オリンピックの招致に力を注いでいた。そこで当時の安市長らは、平昌オリンピック招致のための盧大統領の映像を無断で盗用し、「平昌オリンピック」の部分を削除、盧大統領が仁川アジア大会について「招致が成功すれば、政府と国民は積極的に支援する」と述べたかのような映像に加工した上で、プレゼン会場で放映していた。

### トラブルの続出
「簡素、効率化」を掲げた仁川アジア大会 ではあったが、トラブルが相次いでいる。2006年ドーハや10年広州のように巨費を投じた過去の大会から転換を図り、持続可能性を重視したとされるが低コストの運営はもろさを露呈、新華社通信は大会運営の稚拙さが各所で指摘されており、あちこちで笑うに笑えない情景が繰り広げられていると伝えている。19日の開会式に出席した東京都の舛添要一知事は、「他山の石としなければいけないことがたくさんあった」とし輸送や誘導に問題があったとの印象を述べ、大会視察後には「失敗例」とも語っている。舛添知事によると、ホテルから会場に向かうバスは道路渋滞に巻き込まれ「30分の予定が1時間かかった」とされ、セキュリティーチェックはスタッフの不手際で通過に手間取ったという。21日には選手が食べる前の弁当からサルモネラ菌などが検出され、廃棄される騒ぎがあった。選手への弁当の配布を行わなかったり、チケット購入者が追い出されるといったことも起こった。バドミントンでは停電による競技中断や、スタッフ用の席のチケットが誤って一般客に販売されるケースもあった。20日には仁川競技場にともされた聖火が安全装置の誤作動で一時消えた。地元韓国の中央日報も、開幕から事件・事故が連日発生し、それが海外メディアに毎日報道されたことで、韓国の国格はむしろこの大会で落ちたと報じた。

### 選手村
- 大会後の転用を考慮した施設配置となっている。日本のサッカー代表の宿泊施設例では大会後に分譲マンションとして利用されることが前提となっており、25度を超える気候の中でエアコンなし、22階のフロアなのにエレベーターが機能せず、エレベーターの不具合で居室のある22階まで階段での上り下りを余儀なくされた。さらに風呂の排水施設が不完全といった建設途上の建物が割り当てられている[74]。
- サッカー日本代表チーム練習場は、ピッチの状態は良好であった。しかし、視界を遮るものがない状態であり、ロッカールームは使用できず着替えはピッチ脇のテントの下。練習後にシャワーも利用できず、テントの下で汗を拭いてから引き上げるという日々を送っていた。手倉森誠監督は「シャワーも浴びずに帰るのは高校生以来だな」と、嘆き節だった[75][76]。
- 選手の部屋にはエアコンがないため、就寝時の暑さによる体力の消耗を防ぐために窓を開けるしかなかった。が、網戸がなく、体中を蚊に刺される選手が相次いだため日本選手団は急きょ自腹で大量の蚊帳を調達し選手に配布した[77]。
- 自国開催の韓国のサッカー代表チームは、トラブル続出の選手村に入らずパジュのナショナルフットボールセンターで合宿を実施し、宿舎から練習場は目の前という充実した施設で準備を進めた。練習グラウンドまでバスで片道約40分かけて移動した日本とは雲泥の差だった[75]。
- 中国の男子バスケットボール選手たちは、粗末でサイズもまちまちな部屋に宿泊し部屋が足りないからか、キッチンに置いたベッドで寝る選手もいた[77]。

### 食事
- 8年前に開催されたドーハアジア大会の食事は最高だと評価され、海産物や肉類や果物は何でも取り揃えてあるほかに、レストランは24時間、選手向け開放していた。一方、仁川アジア大会では「食事の種類はきわめて少なく、キムチばかりで肉料理は全然ない。毎日キムチを食べて栄養不良になった」と不満を示した選手もいる[78]。
- 「メニューの半分はキムチ、肉は見当たらない」「選手の栄養面を満足させられる食事が提供されていない」「メニューの数は多いように見えるが、半分はキムチだ」といった指摘がみられた[79]。
- アジアオリンピック評議会の魏紀中終身名誉主席は「すでに複数の代表団から食事の問題でクレームが来ている。食事の時間に間に合わない場合には選手1人に1個の弁当が支給されるが、これがまずいだけでなく、先日はサルモネラ菌も検出された」と述べた[79]。
- テニスコートの脇には食べ残された弁当が山積みになっており、量が少ないのに食べ残されているということはよほど味が悪いということだと取材中の記者は語っている[79]。
- 中国競泳男子の孫楊を指導する張亜東も、「選手たちが食べるビュッフェは肉が少なく、かわいそうなほどだ」と話した[77]。
- 9月20日、フェンシングが行なわれた高陽（コヤン）体育館では弁当が予定時間より2時間半も遅れて到着したため、イラン選手団は食事をとれないまま出場した[80]。
- 9月22日、選手用の弁当からサルモネラ菌が検出された。大会組織委員会は用意した76個を全て廃棄処分し「大規模な食中毒を未然に防いだ」と発表した。サルモネラ菌は21日に仕出し業者が準備した弁当の肉から検出されたもので、射撃、フェンシング、重量挙げ、セパタクローを含む競技の出場選手らがこの弁当を希望していた。選手たちには代わりの軽食（パンと牛乳）が用意されたが、配られたのは数時間も後のことだった。結局昼食を食べなかった選手もいたという[81]。 同日、アーチェリーの試合会場では、大会の組織委員会が賞味期限が切れた昼食を提供し、ボランティアやスタッフなど260人がこれを拒否した[82]。

### コンドームの無償配布
- 組織委員会は大会が閉幕するまでに合計10万個のコンドームを無料で配布する計画だったが、19日に開幕するまでの3日間だけで毎日5000個もなくなった。組織委員会関係者は、配布しているコンドームはパッケージに大会のトレードマークがプリントされており、中も見えないことから、選手たちはそれをコンドームだと知らず、記念品と勘違いして持ち帰った可能性があると話している。現在、大規模なスポーツ大会ではコンドームを無償提供することが不可欠となっている。2000年のシドニー五輪では5万個配布したが足りず、さらに2万個を追加。2004年のアテネ五輪では12万個配布したが、それでも足りなかった。[83][84]

## 事件、運営への批判報道
大会期間中の各種メディアによる批判報道を下記に示す。

### 9月16日
- 仁川市の富平女子高校で練習していたホッケーの日本男子選手たちが、同校の女子高校生ら約20人に記念品として日本ホッケー協会のバッジを手渡した。ところが、2本のスティックの下に太陽を描いたデザインが「旭日旗を連想させる」として問題視された。韓国では「旭日旗は日本軍国主義の象徴」と教育されているため、不審に思った生徒が教師に連絡。学校が大会組織委員会に「問題」として報告した。日本ホッケー協会によると、協会のシンボルマークは1946年ごろから使用され、国際試合ではバッジを対戦相手に手渡すのが慣例となっており、韓国との対戦でも何度も使ってきた。日本ホッケー協会の宮野正喜広報・マーケティング委員長は「コメントのしようがない」と困惑したという[85][86]。なお、9月23日に組まれた日本対韓国の試合は、混乱なく終了した[87]。
- 中国メディア騰訊（テンセント）は、韓国メディアの報道を引用し「記者会見の会場には机も椅子も十分に用意されていない。ましてや、ノートパソコンの電源やインターネットの回線もない。無線LAN（Wi-Fi）は通っているものの、そのパスワードは公開されていない。記者たちは携帯電話で記事を送ることしかできない」として、大会組織委員会の準備不足を厳しく批判した[88]。

### 9月19日（開会式）
- 開会式は、3分の1以上が空席という中で行われた[89]。加えて、通常スポーツ関係者が務める最終聖火ランナーが9年ぶりの芸能活動となる女優のイ・ヨンエであったことにも批判があがった[90]。また、自国選手が登場する競技以外ではチケットの販売率がほぼ0であるとみられている[89]。これについて組織委員会は「セウォル号沈没事故と2014 FIFAワールドカップの1次リーグ敗退などでスポーツへの関心が落ちたため」と説明しているが[89]、 ガラガラの競技場などで大規模な赤字が出れば仁川広域市が「財政危機地方自治体」となる可能性があるため、ソウル特別市などの大きな市場で入場券の販売に力を注ぐよう求められている[89]。
- 仁川広域市は、予算の不足分を北朝鮮美女軍団の誘致で巻き返そうとしたが失敗した[91]。
- 韓国のテレビ局SBSは、開会式会場に入場してきた日本選手団を紹介する際に「周辺国と深刻な問題がある国」とテロップを入れて放映した[92]。 また、日本選手団が入場する際には、会場全体から強烈なブーイングが起きた[93]。

### 9月20日
- 大会のシンボルである聖火が9月20日の深夜に約10分間消えてしまうというハプニングが起きた[94]。
- バドミントンの試合中に停電が発生した[95]。
- 重量挙げ女子48キロ級の表彰式では運営側がインドネシア国旗の用意を間違え、インドネシア人選手が持っていた国旗を借用する騒動があった[95]。
- 野球のタイ代表チームが練習中、暗くなっても照明灯が点灯しなかったため球場側に点灯を要請したところ、「管理担当者が帰ったので」という理由で断わられた。[80]

### 9月21日
- バドミントン男子団体準々決勝の日本対韓国戦で田児賢一が第1ゲームを先取した後、2ゲーム以降に不可解な向かい風が吹いて逆転負けした。第1ゲームでは無風だったが、第2ゲームでは向かい風が吹き、コートチェンジした第3ゲームでは風向きが変わるはずだが何故か再び向かい風であった[96]。空調の変化があったとされ、日本は大会運営にエアコンのコントロールについて質問を出している[97]。隣のコートで競技中であったインドネシア選手も風の影響を受けて大逆転負けを喫し、日本チームに対して「おまえらがコートを移動したら風向きが変わった」と語った[96]。日本チームコーチは「韓国にとって、タイミングが良すぎた」ので抗議したが、韓国選手も風の影響で試合をしづらかったと語っている[96][98][99]。韓国のイ・ヨンデ選手は、「試合前に3～4日程度練習する機会があったため風に順応できた」としている[96]。韓国側は電力消費量を抑えるために空調を1時間稼働させた後は30分停止させる措置を取っていたと説明し、操作を否定した[100]。その後の調査で、2カ所の扉が開けっ放しになっていたことが原因であるとの分析もなされた[101]。
- バドミントン女子団体戦の『組み合わせ抽選』でも疑惑が浮上した。女子は団体世界一を決める5月のユーバー杯で中国が優勝、日本が準優勝しており、普通なら中国と日本が第1、第2シードになるはずだが、両国は準決勝で対戦する同じブロックに入れられ、韓国は逆ブロックに入っていた。日本チーム関係者は「抽選は完全な密室で行われた。知らないうちに終わっていた」と明かした。[102]
- 柔道会場の仁川市桃源体育館に大韓柔道会のナム・ジュンヒョン会長が入館証のない知人3人を連れて入ろうとし、警備関係者たちと押し問答となった。ナム会長は「ここでは俺が王だ。柔道会の会長は試合を中断させることだってできる」と大声を張り上げ、仁川中部警察署の幹部2人に対し数回にわたって悪口を浴びせた。警察は「侮辱容疑」で立件し、ナム会長を刑事告発した。[103]
- 水泳男子200メートル自由形で萩野公介が金メダルを獲得したが、萩野が表彰台に上がると観客はブーイングを浴びせた。[104]

### 9月22日
- 組織委員会が選手用の弁当からサルモネラ菌が検出されたため全て廃棄処分とし食中毒を未然に防いだと公表し、選手たちには代替の軽食が用意されたが、数時間後であったため結局昼食を食べなかった選手もいた[105]。 また、アーチェリーの試合会場では、大会の組織委員会が期限切れの昼食を提供し、ボランティアやスタッフなど260人が拒否した。[82]
- 男子フェンシングフルーレでは太田雄貴が準決勝で韓国の選手と対戦し、14-14に迎えた最終局面で太田の突きでランプが点灯し、「勝ちだと思った」と手のひらを上に向けて絶叫、しかしビデオ判定でポイントは取り消され、太田はその後14-15で韓国選手に敗れた[106]。太田は「後から冷静に考えれば違う見方もあると思ったんで」[106]「アウェーの雰囲気なのは分かっていました。相手がよく研究していて、癖を見抜かれていた」[107] と判定を受け入れた。
- 女子エアライフル団体では競技が終了し、金：中国、銀：イラン、銅：韓国と結果が出たが、中国チームが重量超過の違反をしていると指摘され、一時中国が失格となりメダルが取り上げられ他の国のメダルが繰り上げになる事態となったが中国チームの抗議により判定は覆り、そのまま受賞となった[108]。この件に限らず、自国選手の勝ちにこだわりすぎる運営に対しては「小細工して勝っても、評判を落とすだけだ」といった批判が中国[109]・台湾[110] などから起きており、「今回のアジア大会は、もっとおかしなことが起きると思う」との声もあがった[108]。
- バドミントン女子決勝の中国対韓国で、「打つとすぐにアウトになり、こんな風経験したことない」「追い風の中国の打球をアウトにするために、韓国選手が羽を握り付けてる」など中国側から不満が続出。試合は3-0で中国が勝利し、中国メディアは「韓国人の空調戦術が失敗した」と報じた[111]。

### 9月24日
- 大会予算が2600億円に対して競技場などの建設に2100億円を投じてしまったため、運営費用が500億円となってしまい選手村や各国メディアなどから苦情の声が挙がっている[112]。中国紙・揚子晩報は「あらゆる方面からツッコまれる『ツッコミ大会』になった」と報じた[113]。
- SBS (韓国)は「待遇がひどい」と訴えるボランティアが大挙離脱していると報じた[114]。一方のボランティアの側も、スター選手との記念写真で持ち場を離れるといった質の低さが指摘されている[115]。カバディの会場では、ボランティアがカジノを設置し除名された[116]。大会組織委員会は記者会見を開き、ビーチバレーボール会場でボランティアスタッフがカードゲームをしたりカバディの運営進行員が賭博をしていた点など、大会スタッフらの問題行為を謝罪。カードゲームをしていたボランティアは解雇し、カバディの運営進行員については連盟に対して再発防止と人員の交代を要請した[117]。
- 馬場馬術の試合で、韓国は音楽を使ってライバルとみられる日本や台湾の馬の演技を妨害した[118]。中国人審判によると、音楽による妨害は日本選手に対してよく行われていたという。この試合では中国の選手も影響を受けており、演技が始まった後、馬は緊張していていくつかの動きで点数が低下したと述べた[119]。
- バスケットボール女子で、カタールがイスラム教徒の女性の頭を覆うヘジャブの着用を認められず24日に予定された1次リーグ初戦のモンゴル戦を放棄した[120]。
- 自転車競技男子スプリントで金、銀メダルを獲得した中川誠一郎、河端朋之が大会組織委から罰金50スイスフラン（約5800円）の罰金処分を受けた。二人は決勝レース後、トラックレーサー（トラック用自転車）からブレーキの付いたロードバイク（ロード用自転車）に乗り換えてウイニングランをしたため。世界選手権などでは大目に見られることが多いが、厳密にいうとルール違反となる[121]。

### 9月25日
- ビーチバレーの会場では、現場控室としての「仮設テント」はあるが空調もなく蒸し風呂のようだった。軽食や冷たい水も置いておらず、更衣室は150メートル離れており、一部の選手は観客からも見えるテント内での着替えを余儀なくされた。カタール代表の男子選手は「最悪だよ。世界のどこの大会に行ってもこんなひどい会場はない」と怒りをぶちまけた。[122]
- 食事について、「メニューの半分はキムチ、肉は見当たらない」「選手の栄養面を満足させられる食事が提供されていない」「メニューの数は多いように見えるが、半分はキムチだ」といった指摘がみられた[79]。また、アジアオリンピック評議会の魏紀中・終身名誉主席は「すでに複数の代表団から食事の問題でクレームが来ている。食事の時間に間に合わない場合には、選手1人に1個の弁当が支給されるが、これがまずいだけでなく、先日はサルモネラ菌も検出された」と述べた[79]。テニスコートの脇には食べ残された弁当が山積みになっており、量が少ないのに食べ残されているということは、よほど味が悪いということだと取材中の記者は語っている[79]。

### 9月26日
- 競泳の日本代表の冨田尚弥が、韓国メディアの高級カメラを窃盗したとして現地の仁川警察から事情聴取を受けた。事情聴取に対し冨田は「カメラを見たら欲しくなってしまった」などと述べた[123]。上野広治総監督は記者会見で「大変残念に思う。二度とこのようなことが起こらないように競技力向上、人間力向上に努めていく」と述べ、選手は選手団からの追放処分となった[124]。その後、金浦空港で報道陣に対して「僕はやってないです」と語った[125] とされたが、冨田本人は報道を否定した[126][リンク切れ]。後に冨田は冤罪だとして記者会見を行ってい[127]、更に19日には正式に裁判請求を行った[128]。
- テニスの男子シングルスの日程について、大会組織委員会の調整不足により中国で開催するチャイナオープン、東京の楽天ジャパンオープンと重なるため、ハイレベルの選手が大会終了前に仁川を離れざるを得ない状況に陥った。アジア大会での結果は男子プロテニス協会（ATP）に承認されない上、ATP加盟の選手がアジア大会への出場を理由にエントリーした試合を欠場すれば、3年間の出場禁止で10万米ドル（約1100万円）の罰金を科されるため。[129]
- テニスのセンターコートに学生たちが団体観覧で訪れていたが、プレー中に一部の学生らの騒音で競技場は非常に騒がしくなり、試合をたびたび中断した。観客ばかりでなく大会関係者さえも、選手たちがラリーをしている間も席に座らず移動を繰り返し試合の邪魔となり、大韓テニス協会の関係者は「どうか座るように」と要請を出した。試合中の移動を制止する女性ボランティアに対して逆上する観客もいた。「観衆統制がうまくできない。自分たちにむかって『何様のつもりだ』と大騒ぎをする観衆が多い」とボランティアは語った。場内放送も効果がなかった。韓国メディアは、大会が組織委員会の未熟な進行とボランティアたちの逸脱行動で非難を受けており、観客がそれを助長しないよう求めた上で「テニスはあと3日間の日程を残しているだけだ。この期間だけでも成熟した観衆意識を見せてくれることを願う」と報じた。[130]

### 9月28日
- サッカー男子準々決勝の日韓戦で、韓国側のゴール裏に安重根の肖像が描かれた1メートル四方ほどの旗が掲げられた[131]。日本選手団の田嶋幸三副団長は、大会組織委員会に再発防止を求める意見書を提出[132]。組織委員会は、「スポーツの試合会場で政治的な面が出ることは望ましくない。」と再発防止を約束した[133]。田嶋副団長は抗議を見送り意見書提出にとどめた理由について「前回とは次元の違うものだと考えている」と東アジアカップ2013の際との差を指摘した上で「協会間でこういうことが起こらないようにずっとやってきて、一定の成果があったと思う。」「君が代へのブーイングもなかったし、ホームチームの応援の範囲を全く超えていない」と28日の試合を評価した[134]。
- 陸上女子100メートル決勝前の28日の夕方、組織委は審判員らを派遣して雑巾でトラックの水たまりを除去した。2009年世界陸上競技選手権ベルリン大会で使用されたタンデムローラーや、2014年の英連邦競技大会で採用された特殊吸水乾燥装置などを購入していなかった。韓国メディアは「21世紀に入りすでに14年経ったが、アジア大会組織委は20世紀のやり方を踏襲している」「水たまり除去に使われるタンデムローラーはネットでも検索でき、1台あたり約100万ウォン(約10万円）だ。仁川アジア大会の施設建設に4900億ウォン(約500億円）かかったが、100万ウォン節約したせいで組織委は審判員らに雑巾でトラックをふかせた」と報じた[135]。

### 9月29日
- サッカー男子で八百長疑惑が持ち上がり、アジア・サッカー連盟（AFC）がアジア・オリンピック評議会（OCA）とともに調査に乗り出した。疑惑は、スポーツ賭博を監視する会社が試合結果を見越して異常なオッズの動きがあることを指摘したことから発覚した[136]。
- クリケット男子で、クウェート代表とモルディブ代表の試合が雨で中止となったが、順延や期日変更は行われずコイントスによって勝敗が決められた。その結果、クウェート代表の勝利となり、ベスト8入りを果たした。順延または期日変更をしなかった理由について、組織委はノーコメントとした[137]。勝ち進んだクウェートは「初めてこれほど大きな大会に出場し、初めてコイントスで勝負を決めた」と話している[138]。
- 陸上競技男子1500mの表彰式後の記者会見において、大会組織委員会はアラビア語ができる通訳を用意していなかったため、各国記者たちの抗議が殺到した。プレスマネージャーは「記者の中にアラビア語ができる人はいないか」と尋ね、アラビア語が出来る中国人記者が試みたが英語が出来ず失敗。最終的には金メダリスト（カタール）と銅メダリスト（イラク）がアラビア語と簡単な英語で自ら通訳した。プレスマネージャーは「組織委員会では、アラビア語の通訳を1人も割り当てられなかった。スタジアム全体を対象に探したが、アラビア語ができる人がいなかった」と語ったが、組織委員会は「規定上、記者会見では韓国語と英語を公用語とすることを各国に予告している」と釈明し、「30日からは陸上競技のアラビア語通訳、体操競技のロシア語通訳を配置した」と説明した。[139]
- バドミントン男子シングルスで優勝した中国の林丹が、試合後の会見で「今回は特別な戦いだった。コートではこれまでの選手生活で感じたことのない向かい風を経験し、とても鍛えられた。 ありがとう韓国、ありがとう仁川」とコメントした[140]。

### 9月30日
- 東亜日報は、30日の男子サッカー準決勝で韓国に敗れたタイのサッカーファンが憤っていることを伝えている[141]。タイのファンは審判の不公正な判定により韓国がペナルティーキックを得たと非難している[141][142]。
- 卓球の女子団体準決勝の日本対シンガポール戦の試合直前に福原愛が卓球台の異常に気付き、修正を要請した。報道によれば台が斜めになりネットの高さも均一ではなかったという[143][144]。新華社は史上最も不可解な卓球台と報じている[143]。
- 陸上男子十種競技では、2種目目の走幅跳で右代啓祐が記録を低く測定されたとして映像を見せての抗議を行ったが認められなかった。[145]
- ボクシング男子バンタム級のモンゴル選手と韓国選手との試合において、モンゴル選手の優勢ともみえる[146] 試合だったが、3-0で韓国の勝利となった。この試合に対して元横綱の朝青龍はTwitter上において激怒し、「こんな感じですが、モンゴル選手負けた!! 血だらけの韓国選手」とツイートし、上記の判定直前と思われる顔面血だらけの韓国選手と右手を挙げるモンゴル選手の写真をアップして「アジアゲーム仁川! ボクシング3ラウンド モンゴル勝っているのに韓国選手に手上がり!! キムチやろう!!」などの発言を繰り返し、疑惑の判定と指摘している[147]。また、大会の公式ブログでモンゴルを「Momgolia－China」と表記したり、モンゴル選手たちに対する酷い対応があったとし、韓国に対する感情が悪化しているとされ、在モンゴル大韓民国大使館（朝鮮語版）は「韓国に対する視線が厳しくなっている」「反韓感情の高まりが懸念される。なるべくモンゴル人とアジア大会に関する議論は避けるように」と注意喚起する文章をホームページを掲載するに至った[148]。
- ボクシング女子ライト級では、インドの選手のサリタ・デビが韓国のパク・チンアと対戦し乱打戦でデビがやや優勢の試合を進めたように見えたが、3-0で韓国の勝利となった。これに対しインドのコーチ陣は抗議したが受け入れず、翌日の表彰式においてもデビは号泣して、銅メダルを受け取りを拒否し、自ら敗れたパクに対して銅メダルを手渡しして去った[149]。拒否した理由としては「世界中のスポーツ選手、男女全員のために、スポーツ界の不正に対して抗議したもの」[150]「今後も競技を続けていくために、屈辱的な記憶を去らなければいけない」[151] としている。一方韓国メディアは「韓国選手に忘れられない恥辱をもたらした」とこの行動を批判した[146]。この件は米国でも反響があり、「勇気ある女性。尊敬します」「韓国は不正が多過ぎる。2014年の韓国のばか試合だ」、「世界的な新しい俗語ができた。韓国するな＝不正するな」などとインド選手の勇気が称えられ、韓国は批判された[152]。しかし、国際ボクシング協会（AIBA）はデビを厳しく非難し、懲罰の対象とした。AIBAは「競技で何が起こったとしても、ボクサーがメダルを拒否する姿を見るのは遺憾である」と声明を出した[153]。その後、サリタ・デビは銅メダルの受け取りを拒否したことについて「後悔していますし、謝罪します。二度とあのような問題は起こしません」と謝罪するに至った。 [154] その後、国際ボクシング協会（AIBA）はデビに出場停止処分を科した[155]。これによりデビはAIBA世界女子ボクシング選手権への出場権を失った。

### 10月1日
- SBS (韓国)は、2007年4月17日にクウェートで行われたアジア大会招致の最終プレゼンテーションで、大統領である盧武鉉（当時）の映像を加工し流していたと報じた。通常、アジア大会誘致希望国が最後のプレゼンをする場合、国の首相や大統領の肉声で「政府が大会を積極的に支持する」というコメントを入れるのが慣例だが、当時盧武鉉は平昌オリンピックの招致に力を入れ、仁川アジア大会の招致には反対していたため、仁川市の安相洙（当時）市長は「ピョンチャンが誘致されれば、政府と国民が積極的に支援します」という大統領のコメントからピョンチャンの名を外し、プレゼンの動画を編集した。[91][156]
- レスリングのイランと韓国の試合で、イランが優勢の中で周りから物言いがつき試合は継続した。試合中盤では韓国側に高得点が加算されて大逆転。結果、韓国の勝利となり、イラン選手は試合後の整列を拒否した[157]。
- 陸上三段跳びで、中国の鄧麗娜の足跡が誤って消される問題が発生した。鄧はジャンプを終えて成績発表を待っていたが、いくら待っても発表されなかったため、問い合わせたところ、砂場をならす係員が「反則がとられた」と誤解して麗娜の足跡を消していたことが分かった。その後、やり直しをしたが、今度は自動測定装置が故障。結局、昔ながらのメジャーによる方法で測定し、ようやく成績を出すことができた。[158]

### 10月2日
- 男子ボクシングで、フィリピンのマーク・アンソニー・バリガが勝利を確信する内容で試合を終えたが、軍配は韓国のシン・ジョンフンに上がった[159]。この判定にフィリピン・ボクシング協会のリッキー・ヴァルガスは「この国では、地元選手への有利な判定が一般的になっている」と述べた[159]。
- 男子サッカー決勝で、サッカー北朝鮮代表が審判の判定に何度も抗議した。延長後半終了直前に韓国DFイム・チャンウのゴールで0-1となり敗れたが、決勝ゴールの直前に韓国FWイ・ヨンジェのシュートに北朝鮮DFの手が触れていた。北朝鮮側はPKを与えるべきだったと抗議したが、サッカー協会の関係者は「PKを与えることもできたが、アドバンテージを適用して中断しなかった」と説明した[160]。
- 大会役員や報道記者の「入場証」を不正に借用して摘発された件数が、9月27日までに60人にのぼることが報道された[161]。

### 10月3日
- 女子ハンマー投げで優勝した中国の張文秀がドーピング違反で失格となり、金メダルを剥奪された。4位だった綾真澄が繰り上がって銅メダルを獲得した。[162]

### 10月4日 （最終日・閉会式）
- 夜に行われた閉会式において、選手入場の際に音響設備から白煙がモウモウと上がる事故が発生した。すでに入場を終えた選手たちはその光景を見て呆然としたが、現場のスタッフがすぐに緊急処理を行って、故障した機器を搬出したこともあり、大事故には至らなかった[163]。

### 競技の不正疑惑
今大会では、開催国大韓民国による不正疑惑が幾つか報道された。モンゴル国では、9月30日のボクシング男子での不正疑惑の他、選手たちに対する酷い対応のため韓国に対する感情が悪化しているとされ、駐モンゴル韓国大使館は「韓国に対する視線が厳しくなっている」「反韓感情の高まりが懸念される。なるべくモンゴル人とアジア大会に関する議論は避けるように」と注意喚起する文章をホームページに掲載したとされる。これに対し、韓国ネットユーザーからは「判定は韓国がした訳ではないだろ…」、「血を流せば負け、というのは小学生の理屈じゃないか」と韓国に擁護的なコメントがみられる一方、「歴代最悪レベルの大会。ほぼ確定」、「今大会のボクシングで韓国選手の手が上がったとき、顔が赤くなったのが一度や二度ではない」といった大会への不満を漏らすコメントもみられたという。タイ王国からは韓国の不正疑惑について、YouTubeに「嫌韓動画」が投稿され、200万回以上再生（10月6日時点）されており、動画中では「ホスト国とぶつかったら、あいつら確実にインチキしてくる」、「詐欺師韓国」など痛烈に皮肉っている。また、Web上では韓国を非難する発言が広がっているという。下記は大会中各種メディアによって疑惑報道がなされた事例である。
| 競技                         | 対戦国           | 日付    | 内容 |
| ---------------------------- | ---------------- | ------- | --- |
| バドミントン男子団体         | 日本 韓国        | 9月21日 | 田児賢一が第1ゲームを先取した後、2ゲーム以降に不可解な向かい風が吹いて逆転負けした。                                                                               |
| 男子フェンシングフルーレ     | 日本 韓国        | 9月22日 | 太田雄貴の決勝ポイントが取り消され、その後韓国選手に敗れた。 |
| 女子エアライフル団体         | 中国 イラン 韓国 | 9月22日 | 中国チームがライフル重量超過違反で一時メダル剥奪となり他国の繰上げとなるが、中国チームの抗議により違反判定は取り消しとなり、金：中国、銀：イラン、銅：韓国で確定。 |
| バドミントン女子             | 中国 韓国        | 9月22日 | 中国選手に強い追い風が吹き「打つとすぐにアウトになり、こんな風経験したことない」という状況であったが中国チームが勝利。                                             |
| 馬場馬術競技                 | 日本 台湾 韓国   | 9月24日 | 音に敏感な馬の性質をつき、韓国が他国選手や馬を妨害したと報じられた。                                                                                               |
| サッカー男子                 |                  | 9月29日 | サッカー男子で八百長疑惑が持ち上がり、アジア・サッカー連盟が調査に乗り出したと報じられた。                                                                         |
| ボクシング男子バンタム級     | モンゴル 韓国    | 9月30日 | 「韓国優位と見られる判定」のため判定でモンゴル選手敗退。 |
| ボクシング女子ライト級       | インド 韓国      | 9月30日 | インドの選手のサリタ・デビが韓国のパク・チンアと対戦し、乱打戦でデビがやや優勢の試合を進めたように見えたが、判定3-0で韓国の勝利となった。                          |
| レスリング                   | イラン 韓国      | 10月1日 | 明らかにイランが有利に進んでいる展開だったが、物言いがつき継続されることに。中盤では韓国側に4ポイントの高得点が加算され韓国の大逆転となった。                      |
| ボクシング男子ライトフライ級 | フィリピン 韓国  | 10月2日 | フィリピンのマーク・アンソニー・バリガが勝利を確信する内容で試合を終えたが、判定で韓国のシン・ジョンフンの勝利となった。                                           |
| サッカー男子                 | タイ 韓国        | 10月2日 | 不公正な判定により韓国がペナルティーキックを得て韓国が勝利したとタイのファンが非難。                                                                               |

## 大会後のトラブル

### タイの国旗踏みにじり騒動
- 10月11日にタイの国旗を踏みにじるデザインの歩道が韓国につくられたことが発覚し、在韓国のタイ大使が韓国政府に抗議した。9月30日に行われたタイ対韓国の男子サッカーの試合における審判の判定をめぐって、両国の関係が悪化していた。[167]

### カメラ窃盗騒動
冨田尚弥が韓国人記者のカメラを窃盗したとされる問題で、冨田は冤罪を主張し11月6日に会見を開くことになった。泉正文日本水連専務理事は「本来なら捜査の段階で言わないと。」と首をかしげた。韓国での処分は仮であるため、再度クロと判定されれば刑は2倍、3倍と重くなり、罰金も10倍、20倍となるという。
冨田は「カメラは第三者に無理やりカバンに入れられました。アジア系の短髪の迷彩服を着た男だった」と主張しており、国田弁護士は冨田から10月11日に相談を受けたとし「容疑を認めないと出国させないと韓国当局に言われたようだ。不安があって認めてしまったみたいだ」と述べた。韓国の捜査当局は、手提げ袋にカメラを入れようとして入りきらず、レンズを外して本体だけを入れ、袋を洋服の中に隠して立ち去る映像があるとしており、テリー伊藤も「韓国の警察が映像を提供し、はっきりすれば難しい問題ではないですよ」と述べた。韓国・仁川南部警察刑事課の組織犯罪捜査チーム長は「相手にする気にもならない」とし、警察はその場面も映像に残しているとした。仁川警察の実際に取り調べた捜査官の話では、「被害届があり、防犯カメラ2台を回収して確認したところ、日本人チームのユニホームを着ていて、日本チームに聞くと冨田とわかった。カメラを盗んだのかと聞くと、すぐにハイと答えた。選手村の自分の部屋のカバンに入っているというので、部屋に行くと証言通り出てきた」と語った。しかし、韓国警察は防犯カメラ映像を公開としないとしている。
冨田は週刊文春のインタビューに応じて「突然、後ろから手首を掴まれました。気持ち悪っと思い、振りほどこうとしたら男が僕のバッグの中に黒い塊を入れてきたのです」と証言した。国田弁護士は「日本の世論を沸き立たせて、韓国が再捜査をやってくれることを望んでいます」と述べ、無罪を目指す意向を示した。11月6日に会見が行われ、報道陣に配布された弁明書では、10時30分頃から11時頃までの間に松田丈志と雑談を交わし、同時間帯の2人の会話を寺村美穂も目撃していたという証言も資料として添付された（11月7日、ミヤネ屋は10月31日に報道した「（冨田が）カメラを盗んだのは午前10時48分でした」との報道を取り消し、11時48分であったとした）。会見を受け、韓国の警察はテレビ東京の取材に対し、「防犯カメラの映像から、冨田選手が犯人であることに間違いはないと見ている」と話した。
冨田の弁明会見を受け日本オリンピック委員会は「映像は、冨田選手と同席して、袋に入れたのを確認した」「警察の聴取に付き添った通訳の日本語は堪能だった」と不快感を示し、両者の主張は真っ向から食い違っている。
11月19日、冨田が無罪を訴える正式な裁判を請求したことを、仁川地方裁判所は明らかにした。

### 「残留経費」の不正使用疑惑
仁川（インチョン）市が、アジア競技大会の準備と組織委員会運営費支援のために莫大な借金を抱え、福祉予算まで大幅削減したなかアジア競技大会組織委員会は成果給で大賑わいしていたことが明らかになり問題になっている。

#### 職員全員にテレビを支給
20日、仁川市と組織委関係者たちの話を総合すると、組織委は最近職員約400人全員にテレビ、洗濯機、冷蔵庫などの家電製品を支給した。大会運営に必要な家電製品をスポンサーから約50億ウォン（1ウォンは約0.1円）で購入する契約を締結したが、実際の購買額が契約金額に至らず予算が残ったとして職員に家電製品を配った。組織委関係者は「家電製品を購入してもなお余った予算は、家電製品スポンサーに現金で支払うよう契約されていたため現物を購入し職員に支給した」と釈明した。

#### 航空券をもらって海外旅行
一部の職員は大会が終わった後、後援航空会社から航空券を受け取り海外旅行に行った。

#### 「特別金」と「契約延長」
組織委はまた、全職員に休日勤務手当て名目で職級に関係なく一律225万ウォンずつを支給し、相当数の契約職職員の契約期間を1～2か月延長した。関係者は「休日勤労手当ては勤労基準法に則り働いた職員に手当てを支給したまでで、業務を続けなければならない一部の職員に限り契約期間を延長した」と話した。組織委は大会を終えた後、国際大会の慣例として職員に500万ウォン相当の成果給支給をしようとしたが、批判世論のためにできなかった。そのため組織委がこうした悪知恵を働かせて成果給を支給したのではないかとの批判が出ている。

#### 仁川市への資料提出を拒否
仁川市は組織委に運営費として1200億ウォンを支援したが、組織委が資料の提出を拒否しているため、支援金がどのように使われたのかさえ把握出来ずにいる。しかし、仁川市関係者は「予算が残ったならば精算後に返却するのが当然だ。組織委が職員のために残余予算を使ってしまったことは適切でない」と話した。

## 大会に対する評価
苦情が噴出する中、閉会前日の10月3日、大会広報担当は大会は「失敗」しておらず、限られた予算の中で最善を尽くしたものと述べた。また、「限られた予算の中では、既存施設の利用や多少の不便が避けられないことは、われわれにとって当たり前のことです」、「私自身の考えでは、より予算の多い大会と今大会を比較することは現実的ではありません」とも表明している。
アジアオリンピック評議会のアハマド会長は、ヒジャブ着用でのプレーが認められなかった点について「非常に残念だ。どの競技にも、ヒジャブを拒否する理由はない」としつつも、大会については「細かい問題もあったが、成功に終わった。全員が満足する大会になった」と述べた。日本の時事通信では、大会について「韓国の反日感情が心配だったが、街で不快な思いをさせられることはなかった。競技会場でも、日本選手がブーイングを浴びることもなかった。」「ボランティアは総じて親しみやすく、熱心だった。」「街の中、会場はハングルばかり。会場の中には案内表示がほぼハングルだけのところもあり、トイレを見つけるのもひと苦労ということがあった。もう少し英語表記を増やしてくれた方が、国際総合大会にふさわしい。」「移動には苦労させられた。カヌー会場はメディアセンターから60キロ。メディアバスでは約1時間の所要時間となっていたが、渋滞で2時間以上かかったこともあった。メディアバスの本数が知らないうちに減らされたこともあった。」などを挙げた。一方、韓国紙は、2002 FIFAワールドカップなど過去に韓国で開催したスポーツイベントと比べても「建国以来最悪のスポーツ大会」とこの大会を酷評している。
韓国メディア・東亜日報の中国語電子版によれば、大会の評価として外国メディアの記者が5点満点中4点を超える高い評価を付けたという。評価は大会のメディアセンターなどで出会った25人の外国メディア記者に対して匿名調査を実施した結果として紹介されている。「今大会について良いイメージを持っている。2018年平昌冬季五輪でも取材に来たい」という項目でも、平均4.46点という高得点が得られたという。